# Михајло Миша Павловић
Михајло Миша Павловић је измишљени лик Зорана Чалића који се појављује у пет издања филма Луде године. У четвртом серијалу Какав деда такав унук Мишу је тумачио Михаило Јевтић, у петом серијалу Иди ми, дођи ми тумачио га је Борис Миливојевић, а у остала три га је тумачио Никола Којо.